# シン・ピーラシー記念国立博物館
シン・ピーラシー記念国立博物館（タイ語:พิพิธภัณฑสถานแห่งชาติ ศิลป์ พีระศรี อนุสรณ์、英語:Silpa Bhirasri Memorial National Museum）は、タイ王国バンコク シラパコーン大学構内にある国立博物館兼美術館。

## 概要
シン・ピーラシー記念国立博物館は、「タイ近代美術の父」シン・ピーラシーの92歳の誕生日を記念して設置された国立博物館。チュワン・リークパイが1984年9月15日に記念事業を開始し、1987年6月27日に開館した。シラパコーン大学構内にあり、シン・ピーラシーが使用していた工具・資料および作品が展示されている。展示室は2部屋の小部屋しかないが、展示室壁面にはタイの近代美術を代表する大学の同僚、弟子の作品が所狭しと展示されており、シン・ピラーシーを中心としたタイ近代美術を一望することができる。タイ王国文化省芸術局管轄。

## 立地
- バンコク、プラナコーン区、プラボーロムマハーラーチャワン地区 ナープラタート通り（ถ.หน้าพระธาตุ แขวงพระบรมมหาราชวัง เขตพระนคร กรุงเทพฯ 10200）
- シラパコーン大学構内

## 施設
美術館は2部屋。開館時間は9:00-16:00。土、日曜、祝日休館。入館無料。

## 代表的な展示作品
- キヤン・イムシリ（เขียน ยิ้มศิริ）
- フア・ハリピタック - 国家芸術家
- ヂャムラット・ギリアットゴーン（จำรัส เกียรติก้อง）
- プラユーン・ウルチャーダ（ประยูร อุลุชาฏะ） - 国家芸術家
- チャルート・ニムサムー（ชลูด นิ่มเสมอ） - 国家芸術家